# Agathón
Agathón, řecky Ἀγάθων (asi 448 př. n. l. –  asi 400 př. n. l.) byl starořecký básník, autor tragédií. Jeho díla (Aëropé, Alkmaión, Anthos, Thyestés, Dobytí Illia, Mysové, Telefos a snad i Achilleus) se nedochovala. Je hrdinou Platónova dialogu Symposion, kde má proslov o Erótu. Píše o něm též Aristotelés, Aristofanés se mu ve svých komediích často vysmívá, zejména jeho zženštilosti (stylové i vizuální).
Narodil se v Athénách. Byl žákem rétora Gorgia z Leontín, jehož styl napodoboval ve svých hrách. Později Athény opustil a odebral se s Pausaniem z Athén na dvůr makedonského krále Archelaa do Pelly. V závěru života si byli blízcí s Euripidem. V Makedonii pravděpodobně zemřel.
Filolog Václav Sládek roku 1888 v Ottově slovníku naučném jeho styl hodnotil poměrně kriticky: „Mimo uvedené ozdoby slohové, na něž Agathon kladl nemalou váhu, liboval si v hojných reflexích bez značnější hloubky myšlénkové a jadrnosti výrazu. Dramata jeho oplývala hojností látky, čímž někdy i porušena jednota vnitřní. V částech chorových, jež pozbyvše u něho souvislosti s ostatním obsahem, klesly na pouhé vložky zpěvu, připouštěl Agathon ještě větší volnost než Euripidés. Také stránka hudební, v níž převahu měla tónina frygická a hojně se vyskytovala chromatická stupnice, jevila umělkované útvary a zženštilou lahodu vedlé všelikých novot v průvodu instrumentálním. Ve všem tom Agathon hověl vkusu doby pozdější, odcizené dřívější přísnosti a prostotě,“ uvádí Ottův slovník naučný.